# Лекнер-Зе
Лекнер-Зе (нем. Leckner See) — горное озеро на реке Лекнер-Ах в зоне молассы Алльгойских Альп. Располагается на территории округа Брегенц в федеральной земле Форарльберг на западе Австрии. Относится к бассейну реки Больгенах, левого притока Вайсаха.
Лекнер-Зе представляет собой проточное олиго-мезотрофное озеро в среднем течении реки Лекнер-Ах, находящееся на высоте 1000 м над уровнем моря в северо-восточной части коммуны Хиттизау. Площадь озера составляет 1,75 га, наибольшая глубина достигает около 3 м.
Вода в озере средней жёсткости (8,9 °dH), слабощелочная (pH 8,1).